# Башкиров, Матвей Викторович
Матве́й Ви́кторович Башки́ров (1906 — 1959) — советский учёный-механик, конструктор станков, изобретатель, лауреат Сталинской премии второй степени (1947).

## Биография
Внук хлеботорговца-миллионера Матвея Емельяновича Башкирова. Окончил Ленинградский текстильный институт (однокурсник А. Н. Косыгина). Работал там же.
Конструктор ткацких станков, автор усовершенствований к ним.
Во время войны пережил блокаду Ленинграда.

## Награды и премии
- Сталинская премия второй степени (1947) — за разработку оригинальной конструкции узловязателя для устранения обрыва нитей, широко внедрённого в текстильную промышленность